# Craig MacGillivray
Craig Alexander MacGillivray (* 3. Juli 1972) ist ein schottischer Snookerspieler aus Edinburgh. Von 1991 bis 2001 war er 10 Jahre lang als Spieler auf der Profitour aktiv.

## Karriere
Craig MacGillivray war in der Jugend U16-Meister und wurde 1991 schottischer Landesmeister. Nachdem die Profiturniere ab der Saison 1991/92 auch für Amateure geöffnet worden waren, trug er sich dort ein. Bereits bei seinem zweiten Turnier, dem Grand Prix, überstand er 7 Qualifikationsrunden und zog ins Hauptturnier der Letzten 64 ein. Mit Rex Williams schlug er dabei einen ehemaligen Top-16-Spieler. Zwar gab es auch viele frühe Niederlagen, aber bei den Strachan Open und den European Open bestätigte er mit dem Erreichen der Letzten 128 bzw. 96 diese Leistung. Platz 139 nahm er nach dem ersten Jahr in der Weltrangliste ein. Mit dem Erreichen der Letzten 64 bei den Asian Open 1993 und einer weiteren Top-96-Platzierung hielt er im Jahr darauf seine Position. Und auch Saison 1993/94 konnte kleinere Erfolge wie zwei Platzierungen unter den Letzten 96 vorweisen, Fortschritte in der Rangliste machte er aber nicht. Bei der UK Championship 1994 erreichte erstmals auch das Hauptturnier, aber das war in seinem vierten Jahr der einzige Höhepunkt. Damit war er zwischenzeitlich bis auf Platz 151 zurückgefallen, aber in der Saison 1995/96 kam er beim wichtigsten Turnier, der Weltmeisterschaft, unter die Letzten 64 und schaffte das zusätzlich noch bei den Welsh Open, wodurch er wieder bis auf Platz 137 vorrückte. In der Benson & Hedges Championship, einem Turnier ohne die Top-16-Spieler und ohne Ranglistenpunkte, kam er erstmals bei einem Profiturnier sogar unter die Letzten 32. Immer wieder schlug er Top-64-Spieler wie Mark Bennett und Paul Davies, ohne selbst in diese Bereiche vordringen zu können.
1997 sollte die Profitour aufgeteilt werden und mit einer Platzierung unter den Top 64 hätte er sich direkt für die Main Tour qualifizieren können, doch mit seiner bis dahin schlechtesten Saison mit zweimal Letzte 128 als beste Ergebnisse fiel er im Gegenteil weit zurück. Doch er nahm an der WPBSA Qualifying School teil und gewann beim zweiten Turnier sein Gruppenfinale gegen Bradley Jones und konnte damit weiter bei den großen Profiturnieren antreten. Danach schaffte er es schon beim Grand Prix 1997 wieder unter die Letzten 64 und bei der Benson & Hedges Championship unter die Letzten 32. Es folgten vier Auftaktniederlagen und nur bei den British Open noch einmal die Runde der Letzten 64. In der Rangliste machte er damit aber am Ende der Saison 1997/98 einen großen Sprung nach vorne auf Platz 96. In der nächsten Saison verlor er anfänglich immer in Runde 1 oder 2, dann schaffte er es beim Thailand Masters unter die Letzten 64. Und anschließend erreichte er beim China International mit der Runde der Letzten 48 sein bestes Ergebnis bei einem Ranglistenturnier. Sein zweiter Einzug unter die Letzten 64 bei der Weltmeisterschaft brachte ihn weiter nach vorne und mit weiteren Siegen und den Letzten 64 bei den Welsh Open in der Saison 1999/2000 erreichte er schließlich mit Platz 85 auch seine beste Ranglistenplatzierung. Allerdings war danach für die direkte Weiterqualifizierung für die Profitour wieder eine Top-64-Platzierung notwendig, und nach einer schlechten Saison 2000/01 mit nur einem einzigen Matchgewinn bei 9 Turnieren fiel er nicht nur aus den Top 128 heraus, sondern verlor auch nach 10 Jahren seinen Profistatus.
In den nächsten 4 Jahren versuchte er erfolglos die Wiederqualifikation über die Challenge Tour. Die Ergebnisse bei den jährlich 4 Turnieren waren mäßig, nur 2003 erreichte er einmal ein Halbfinale, das er gegen Kurt Maflin verlor. Das war aber viel zu wenig, da er sonst nie über die Runde der Letzten 32 hinauskam. Als 2005 auf die 8-teilige PIOS-Tour umgestellt wurde, gab der Schotte mit 33 Jahren seine Profikarriere endgültig auf. Er blieb danach als Amateur aktiv und erfolgreich. 2010 qualifizierte er sich bei einem Turnier in Glasgow für die World Open und 2015 durfte er als eingeladener Spieler an der 6-Red World Championship teilnehmen. Dies waren seine letzten beiden Beteiligungen an Main-Tour-Turnieren. Bei den nationalen Turnieren blieb MacGillivray, der seit 2011 in seiner Heimatstadt Edinburgh als Taxifahrer arbeitet, aber ein Topspieler. 2013 und 2014 stand er auf Platz 1 der schottischen Rangliste und 2016 und 2017 wurde er Vizemeister.

## Erfolge
Ranglistenturniere:
- Runde der Letzten 48: China International (1999)

Andere Profiturniere:
- Runde der Letzten 32: Benson & Hedges Championship (1995, 1997)

Qualifikationsturniere:
- Qualifikation: WPBSA Qualifying School (1997 – Event 2)

Amateurturniere:
- Schottischer Meister (1991; Vizemeister 2016, 2017)